# Formica bruni
Formica bruni (лат.) — вид средних по размеру муравьёв рода Formica (Formicidae).

## Распространение
Центральная Европа: Австрия, Германия, Греция, Испания, Швейцария, Швеция.

## Описание
Длина 4—6 мм (самки и самцы не крупнее рабочих: 5—6 мм). Окраска рабочих муравьёв двухцветная; голова с глубокой выемкой на затылочном крае, характерной для всех членов подрода Coptoformica. От других близких видов отличается предпочтением термофильных олиготрофных биотопов, вплоть до ксеротермных горных альпийских лугах на известковых или песчаных почвах. Новые колонии, предположительно основываются молодыми самками путём социального паразитизма, но виды хозяева не известны. Семьи поликалические, некоторые муравейники включат более 50000 рабочих муравьёв и 300 маток. Брачный лёт в июле, но только 5 % самок летают, а остальные спариваются с самцами на куполах муравейников.
Вид был впервые описан в 1967 году швейцарским энтомологом Хайнрихом Куттером (Heinrich Kutter; 1896—1990) по материалам из Швейцарии.
В Германии рассматривается как исчезающий вид.